# Waylon Payne
Waylon Malloy Payne (* 5. April 1972) ist ein US-amerikanischer Countrysänger und Schauspieler.

## Leben

### Kindheit und Jugend
Waylon Payne ist der Sohn der Countrysängerin Sammi Smith und des Gitarristen Jody Payne, der in Willie Nelsons Begleitband spielt. Seitdem Payne vier Jahre alt war, nahm seine Mutter ihn mit auf ihre Touren, im Winter lebte er bei seiner Tante und seinem Onkel in Dallas.

### Karriere
Erste Bühnenerfahrungen hatte er schon zusammen mit seiner Mutter gesammelt. Danach trat er in verschiedenen Clubs in Los Angeles auf. Er spielte verschiedene Klassiker der Countrymusik, vor allem Titel seiner Idole Hank Williams, Johnny Cash und George Jones, aber auch damals aktuelle Titel wie die von Dwight Yoakam.
Durch die Vermittlung von Willie Nelson erhielt Payne einen Plattenvertrag bei Republic/Universal. 2004 brachte er sein erstes Album The Drifter heraus. Auch als Schauspieler ist Payne aktiv. Unter anderem spielte er 2005 in dem biographischen Johnny-Cash-Film Walk the Line die Rolle des Jerry Lee Lewis, in der er auch selbst sang. 2008 spielte Payne als Hank Garland die Hauptrolle in der US-Fernsehproduktion Crazy - Discover a Legend.

## Filmografie
- 2004: DKNY Road Stories
- 2005: Wanted (Fernsehserie)
- 2005: Walk the Line
- 2006: Crazy
- 2006: President Evil  (The Tripper)
- 2006: CSI: Den Tätern auf der Spur (CSI, Fernsehserie)
- 2007: Hindsight
- 2008: Crazy

## Diskografie
- 2004: The Drifter